# И-153 Чайка
И-153 „Чайка“ е съветски изтребител-биплан.
Създаден е от конструктора Н. Н. Поликарпов в края на 1930-те години. Самолетът е създаден на базата на изтребителя И-15 и е негова трета дълбока модификация (И-153 - И-15-3), след И-15 бис (И-152). Съвместно с И-152 и И-16, този самолет съставлява гръбнакът на съветската изтребителна авиация в годините преди Втората световна война и взема участие в някои от предшестващите я въоръжени конфликти, като е масово използван и в първите месеци след нахлуването на Нацистка Германия в Съветския съюз. Това е последният серийно строен изтребител-биплан в СССР и е смятан за един от най-добрите представители в света от този тип.

## Създаване и производство
След създаването на И-15 през 1935 г. военните смятат, че въпреки изключителната му маневреност, скоростта му не е достатъчно висока и през 1935 г. спират производството му с препоръки към Поликарпоз да проектира по-скоростен изтребител. В резултат на модернизацията се появява И-15 бис (И-152), но конструкторът смята, че новата машина е крачка назад и на своя глава модернизира И-152, като се стреми да олекоти максимално машината. Освен това той връща крилото тип „чайка“, заменено в И-152 с нормално (с цел увеличаване на скоростта и устойчивостта в полет), като въпреки всичко, когато представя ескизните проекти на новия изтребител, те са два – с нормално крило и с крило тип „чайка“. Проектът е представен на 13 октомври 1937 г., разгледан е на 11 ноември, като е препоръчано монтирането на две големокалибрени картечници, но тъй като все още не съществуват подходящи, на 9 декември е взето решението за построяване на прототипи. Постройката върви бавно и едва през август 1938 г. първият прототип е готов. Въпреки това техническата документация за внедряване в серийно производство на И-153 е готова и то започва през 1939 г.
Първоначално самолетът се произвежда с двигател М-25В, но през лятото на 1939 г. е заменен с М-62 с цел повишаване на полетните характеристики. Новият двигател обаче довежда до някои проблеми, които впоследствие са отстранени. Машината е модернизирана и с цел увеличаване на въоръжението - променяно е количеството и вида на стрелковото въоръжение, монтирани са бомбодържатели и пускови установки за реактивни снаряди РС-82.
И-153 е произвеждан в авиозавод № 1, като в периода 1939 – 1941 г. са произведени 3437 машини от всички модификации.

## Варианти
- И-153 М-25В – Първият сериен вариант на изтребителя с двигател М-25В.
- И-153 М-62 – Сериен вариант с двигател М-62.
- И-153БС – Изтребител с двигател М-62 и с 4 х 12.7-мм картечници БС вместо 7.62-мм ШКАС. Произвеждан серийно.
- И-153П – Оръдеен вариант на изтребителя (на руски: П - пушечный – оръдеен), при който стрелковото въоръжение се състои от 2 х 20-мм авиационни оръдия ШВАК. Поради повишеното тегло изтребителят става по-инертен, но основната забележка е зацапването на челното стъкло на кабината от барутните газове на оръдията. Според заводските отчети са произведени 8 броя[2].
- И-153ГК – Опитна модификация на машината с херметична кабина (на руски: ГК - герметическая кабина – херметична кабина). Произведен е един екземпляр[3]
- И-153 М-63 – Вариант с двигател М-63, произведени са 345 екземпляра.
- И-153ТК – Вариант на изтребителя, снабден с турбокомпресори (ТК – ТурбоКомпресор) за увеличаване височината на полета. Произведени 26 машини.
- И-153УД – Модификация с дървена опашна част, наложила се поради дефицита на дуралуминий в Съветския съюз. Произведен е само един изтребител, тъй като масовото производство на изтребителя е към края си.

## Бойно използване
Първите сражения, в които участва И-153, са в съветско-японския въоръжен конфликт при река Халхин-Гол, Монголия, започнал на 11 май 1939 г. В този конфликт новите маневрени японски изтребители Ki-27 се оказват сериозно предизвикателство за И-15 бис и И-16. Първите 20 изтребителя И-153 пристигат в района на бойните действия в началото на юли и веднага влизат в бой. Те са поверени на най-опитните съветски пилоти, водени от С. И. Грицевец. На 7 юли девет И-153, прикривани от група И-16, излитат на боен полет. Групата извършва демонстративни действия над фронтовата линия и когато се появяват японските изтребители привидно се оттегля, увличайки ги след себе си. Японците погрешно приемат И-153 за И-15 бис и подгонват руските машини, които в един момент се обръщат и набързо свалят четири противникови изтребителя. Обърканите японци, изгубили инициативата и превъзходството си, се оттеглят към своята база, преследвани от скоростните изтребители И-16. Няколко дни след първите боеве японската преса пише за появата на нов съветски изтребител, когото погрешно нарича И-17.
Въпреки че се представя добре в конфликта при Халхин-Гол, участието на И-153 (както впрочем и на цялата съветска авиация) в Зимната война с Финландия 1939 - 1940 като цяло не е толкова успешно. Причините се търсят в изключително лошите метеорологични условия, слабата летателна и тактическа подготовка на пилотите и много добрата такава на финландските им противници, както и високата им мотивираност. Освен като изтребители, И-153 са привличани и за атаката на наземни обекти, като за целта са въоръжени с бомби и реактивни снаряди.
При нахлуването на Нацистка Германия в Съветския съюз на 22 юни 1941 г., в западните военни окръзи има около 1300 изтребителя И-153. Неподготвеността за удара, атаките по летищата, както и отново изключително ниската летателна и тактическа култура на съветските пилоти, набързо произвеждани със стотици от летателните школи, допринасят за съкрушителните загуби в течение само на няколко дни. Маневреният И-153 не е в състояние да се противопостави успешно на скоростните Ме-109, които използвайки превъзходството си в скорост и скороподемност, бързо се разправят с руснаците, избягвайки да влизат в маневрен бой. Окончателно става ясно, че бъдещето на изтребителите принадлежи на скоростните моноплани, а не на маневрените биплани.
Въпреки това, при маневрените въздушни боеве „Чайката“ не отстъпва на немските изтребители. Така например на 22 юни в района на Брест четири И-153 влизат в бой с осем Ме-109. В последвалата битка руснаците свалят три немски изтребителя при загубата на един свой.
При битката за Москва И-153 са привлечени и за изтребители за ПВО, но по-често са използвани като щурмови самолети. Малките им габарити и голямата им маневреност ги прави трудни цели за противовъздушните оръдия. Според донесенията за два месеца (октомври — ноември 1941 г.) летците от 29-и иап (изтребителен авиационен полк), сражаващ се на далечните подстъпи към Москва, свалят 47 противникови самолета, разсейват и унищожават 12 моторизирани колони, 4 колони артилерия, 2 колони кавалерия, няколко склада и цистерни с гориво. На 6 декември 1941 г. на полкът е присвоено званието Гвардейски и е преименуван на 1-ви Гвардейски иап.
Остарелите И-153 през 1942 – 1943 г. са използвани и като прикритие на нощните леки бомбардировачи По-2 (У-2). Главната им задача е подавянето на зенитните средства на противника и унищожаването на прожекторите му, с цел улесняване и обезпечаване изпълнението на задачите на По-2.
От края на 1943 г. започва изтеглянето на И-153 „Чайка“ от бойните части, но въпреки това има подразделения в които И-153 остава на служба до края на войната. Последните са на служба във ВВС на Северния флот, където охраняват вътрешните морски конвои. Последният И-153 е отписан от бойните списъци на 1 октомври 1945 г.